# زيزي (لاعب كرة قدم)
زيزي (بالبرتغالية: José Gilson Rodriguez‏) هو لاعب كرة قدم برازيلي في مركز الهجوم، ولد في 18 ديسمبر 1942 في ريو دي جانيرو في البرازيل، وتوفي في 31 مايو 2006. لعب مع أتلتيكو باراناينسي وجمعية بورتوغيزا الرياضية وسانتو أندريه ونادي بانغو أتلتيكو ونادي كولن.

## وصلات خارجية
- زيزي (لاعب كرة قدم) على موقع قاعدة بيانات كرة القدم.إي يو (الإنجليزية)
- زيزي (لاعب كرة قدم) على موقع بيانات كرة القدم. دي إي (الألمانية)
- زيزي (لاعب كرة قدم) على موقع عالم كرة القدم.نت (الإنجليزية)